# Denis Island
Denis Island (fr. Île Denis) - wyspa na Oceanie Indyjskim, należąca do Seszeli. Podstawą gospodarki jest rybołówstwo i rolnictwo. Jest to jedna z nielicznych wysp pochodzenia koralowego w archipelagu Wysp Wewnętrznych.
Większość z 60 mieszkańców wyspy żyje w jedynej istniejącej tu wiosce Saint Denis. Na wyspie działa ośrodek wypoczynkowy Denis Private Island.
W północno-wschodniej części wyspy zlokalizowany jest port lotniczy (ICAO: FSSD).